# Avesnes-lès-Bapaume
Pour les articles homonymes, voir Avesnes (homonymie) et Bapaume.
Ne doit pas être confondu avec Avesnes, Avesnes-le-Comte ou Avesnes-sur-Helpe.
Avesnes-lès-Bapaume est une commune française située dans le département du Pas-de-Calais en région Hauts-de-France. Ses habitants sont appelés les Avesnois.
La commune fait partie de la communauté de communes du Sud-Artois qui regroupe 64 communes et compte 27 059 habitants en 2021.

## Géographie

### Localisation
Localisée dans le sud-est du département du Pas-de-Calais, Avesnes-lès-Bapaume est une commune limitrophe de la commune de Bapaume et située, à vol d'oiseau, à 21 km au sud de la commune d’Arras (chef-lieu d'arrondissement et préfecture du Pas-de-Calais).
Le territoire de la commune est limitrophe de ceux de quatre communes.
Les communes limitrophes sont Biefvillers-lès-Bapaume, Ligny-Thilloy, Bapaume et Grévillers.

### Géologie et relief
La superficie de la commune est de 3,09 km2 ; son altitude varie de 102  à   132 mètres.

### Hydrographie
Le territoire de la commune est situé dans le bassin Artois-Picardie. Elle n'est drainée par aucun cours d'eau,.

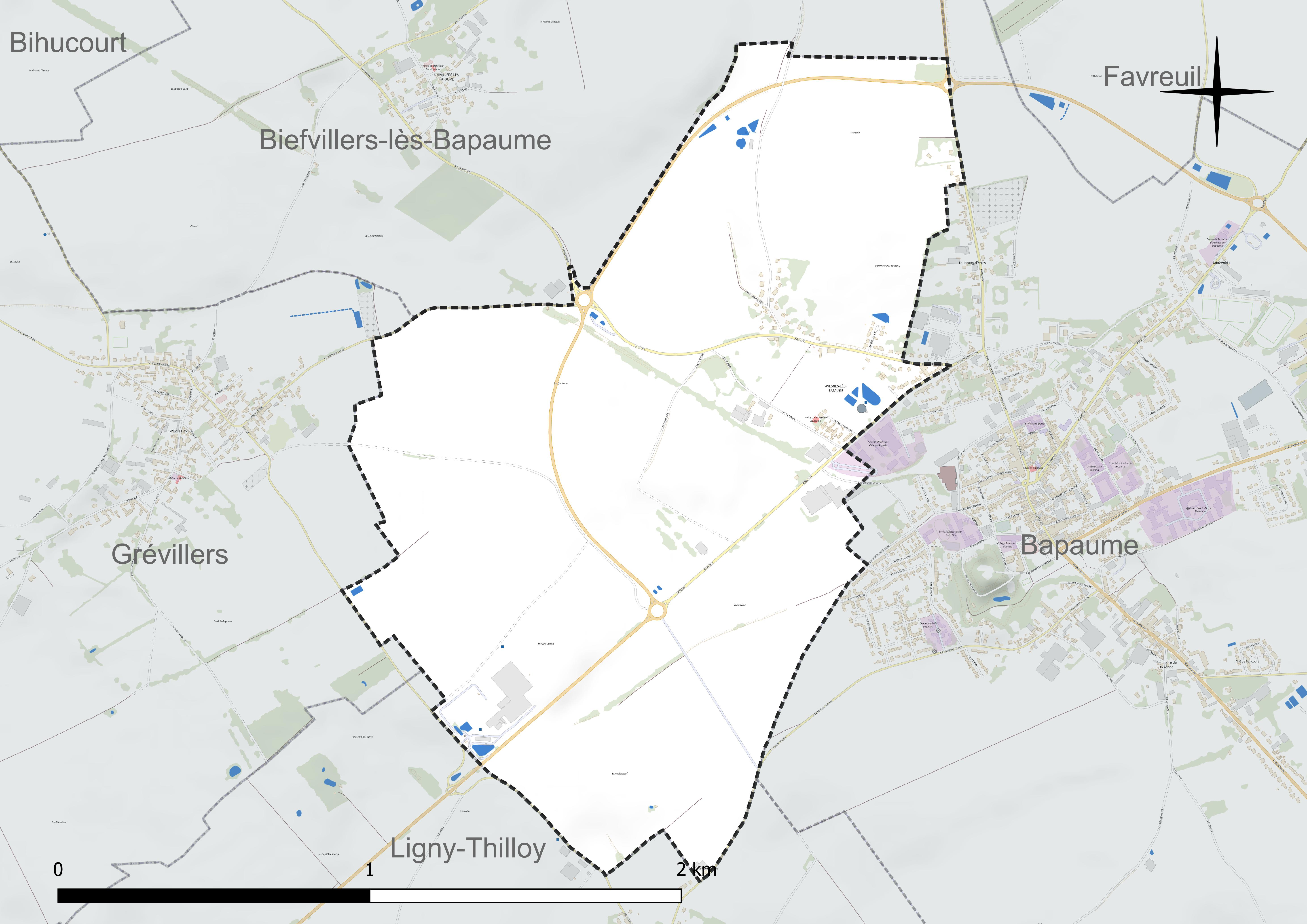
Réseau hydrographique d'Avesnes-lès-Bapaume.

### Climat
Pour des articles plus généraux, voir Climat des Hauts-de-France et Climat du Pas-de-Calais.
En 2010, le climat de la commune est de type climat océanique dégradé des plaines du Centre et du Nord, selon une étude du CNRS s'appuyant sur une série de données couvrant la période 1971-2000. En 2020, Météo-France publie une typologie des climats de la France métropolitaine dans laquelle la commune est exposée à un climat océanique et est dans la région climatique Nord-est du bassin Parisien, caractérisée par un ensoleillement médiocre, une pluviométrie moyenne régulièrement répartie au cours de l'année et un hiver froid (3 °C).
Pour la période 1971-2000, la température annuelle moyenne est de 10,1 °C, avec une amplitude thermique annuelle de 14,2 °C. Le cumul annuel moyen de précipitations est de 786 mm, avec 11,9 jours de précipitations en janvier et 9,1 jours en juillet. Pour la période 1991-2020, la température moyenne annuelle observée sur la station météorologique la plus proche, située sur la commune de Wancourt à 16 km à vol d'oiseau, est de 10,8 °C et le cumul annuel moyen de précipitations est de 711,4 mm,. Pour l'avenir, les paramètres climatiques de la commune estimés pour 2050 selon différents scénarios d'émission de gaz à effet de serre sont consultables sur un site dédié publié par Météo-France en novembre 2022.

### Paysages
Pour un article plus général, voir Paysage en France.
La commune s'inscrit dans les « paysages des grandes plaines arrageoises et cambrésiennes » tels qu'ils sont définis dans l'atlas de paysages de la région Nord-Pas-de-Calais, conçu par la direction régionale de l'Environnement, de l'Aménagement et du Logement (DREAL),.
Ces « paysages des grandes plaines arrageoises et cambrésiennes », qui concernent 238 communes, sont constitués de 80,36 % de cultures, de 8,01 % d'espaces artificialisés avec les communes principales de Cambrai, Caudry, Bapaume et Avesnes-le-Comte, de 7,25 % de prairies naturelles, permanentes, de 3,19 % de forêts et de milieux semi-naturels, 0,77 % de friches industrielles, de 0,38 % de cours d'eau et plan d'eau et de 0,04 % d’espaces industriels. Ces paysages sont dominés par les « grandes cultures » de céréales et de betteraves industrielles qui représentent 70 % de la surface agricole utilisée (SAU).

## Urbanisme

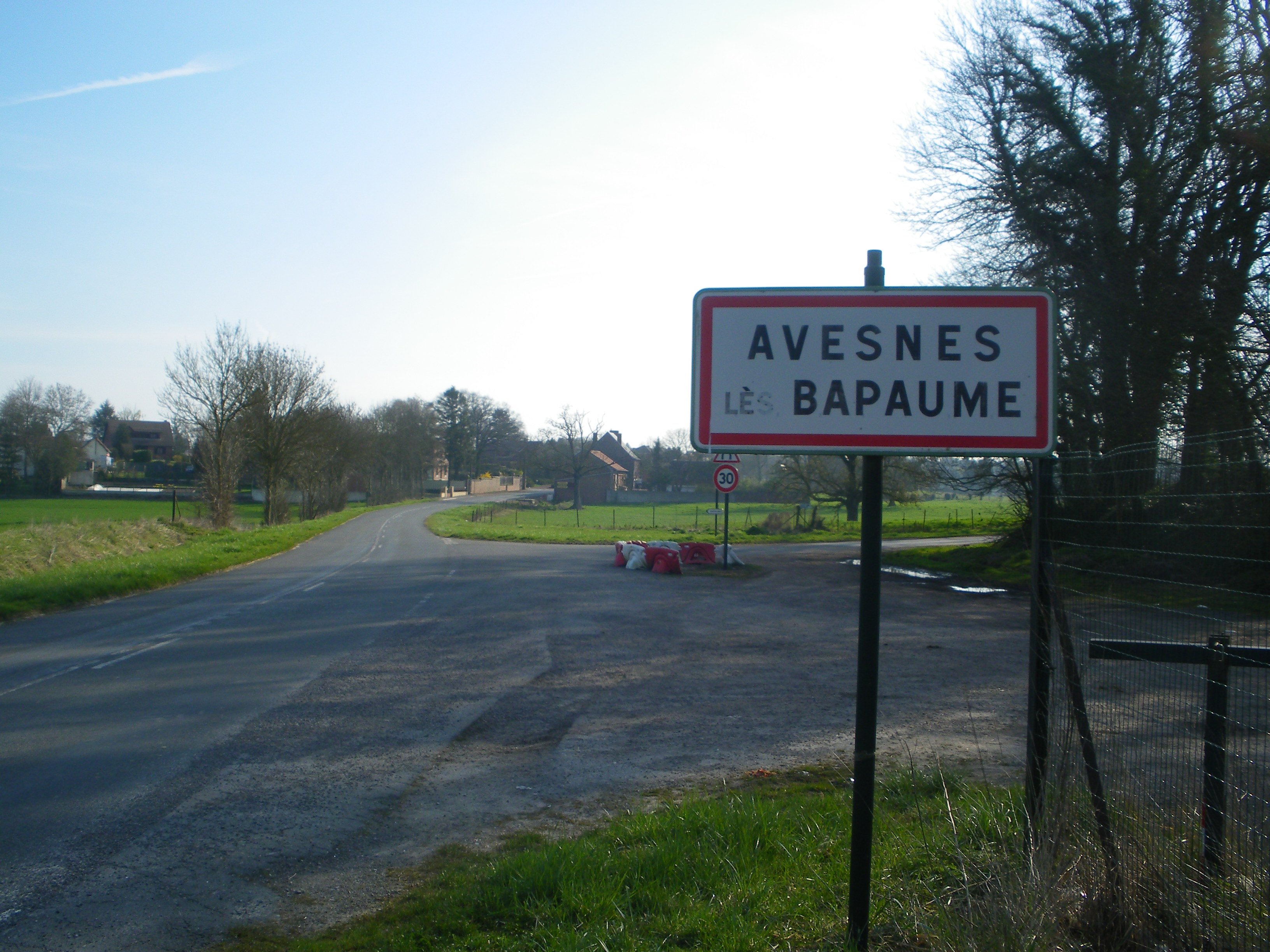
Une entrée de la commune.

### Typologie
Au 1er janvier 2024, Avesnes-lès-Bapaume est catégorisée commune rurale à habitat dispersé, selon la nouvelle grille communale de densité à sept niveaux définie par l'Insee en 2022.
Elle appartient à l'unité urbaine de Bapaume, une agglomération intra-départementale regroupant deux  communes, dont elle est une commune de la banlieue,,. Par ailleurs la commune fait partie de l'aire d'attraction de Bapaume, dont elle est une commune de la couronne,. Cette aire, qui regroupe 21 communes, est catégorisée dans les aires de moins de 50 000 habitants,.

### Occupation des sols
L'occupation des sols de la commune, telle qu'elle ressort de la base de données européenne d'occupation biophysique des sols Corine Land Cover (CLC), est marquée par l'importance des territoires agricoles (97,8 % en 2018), une proportion identique à celle de 1990 (97,8 %). La répartition détaillée en 2018 est la suivante : 
terres arables (87,9 %), zones agricoles hétérogènes (9,9 %), zones urbanisées (2,2 %). L'évolution de l'occupation des sols de la commune et de ses infrastructures peut être observée sur les différentes représentations cartographiques du territoire : la carte de Cassini (XVIIIe siècle), la carte d'état-major (1820-1866) et les cartes ou photos aériennes de l'IGN pour la période actuelle (1950 à aujourd'hui).

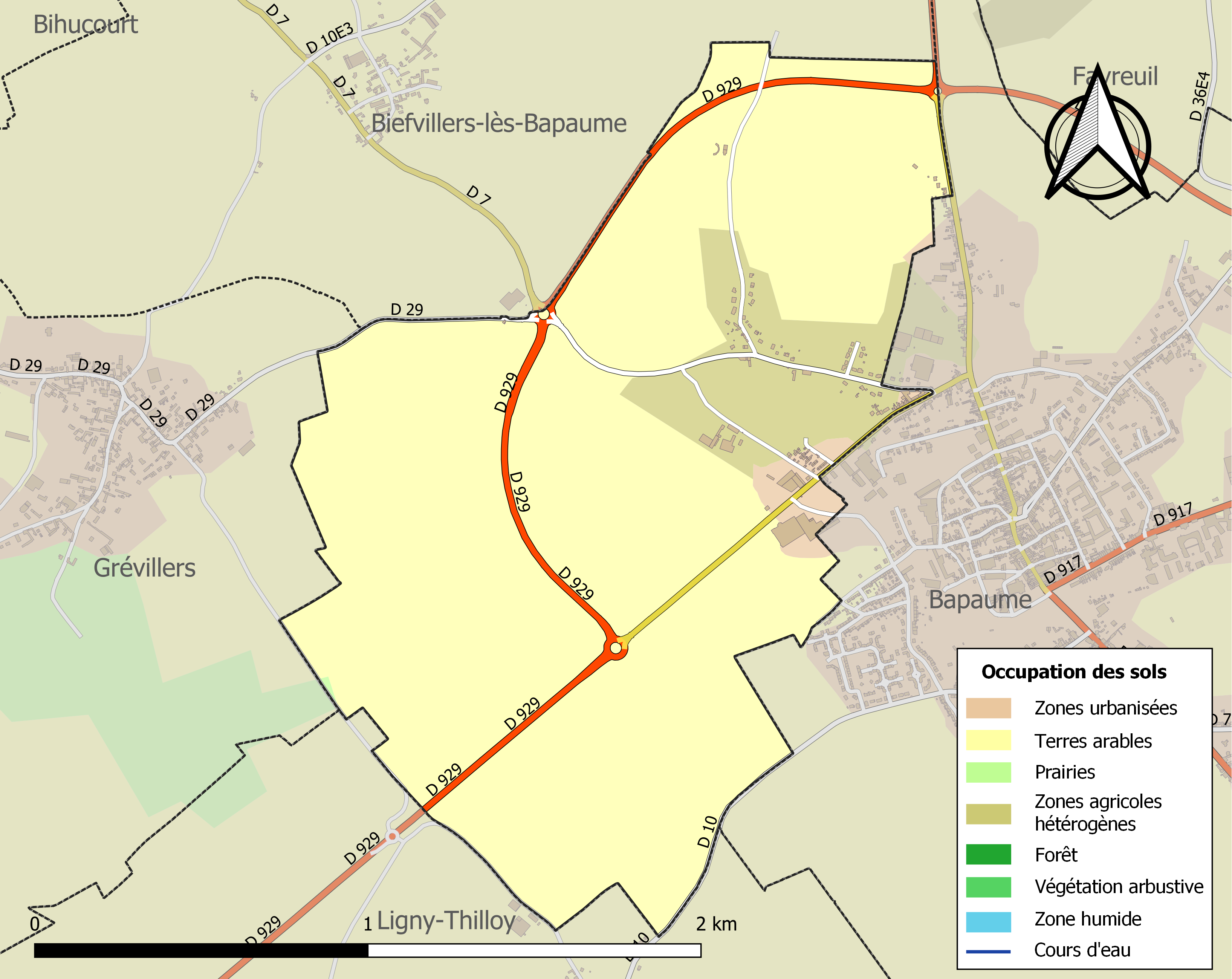
Carte des infrastructures et de l'occupation des sols de la commune en 2018 (CLC).

### Voies de communication et transports
La commune est desservie par les routes départementales D 917, D 929 et D 930 et est limitrophe de la sortie no 14 de l'autoroute A1 reliant Paris à Lille. Elle est également limitrophe de la LGV Nord accessible par la gare TGV Haute-Picardie, située à 33 kilomètres au sud de la commune.

## Toponymie
Le nom de la localité est attesté sous les formes Avesnæ en 1089 (cart. de Saint-Vaast, p. 382), Avesnæ juxta Bapalmis au XIVe siècle (Iperius, Histor. de Fr., t. XIII, p. 468 E).
Le toponyme Avesnes peut dériver du latin *Avenesna « terre propice à l'avoine ». Cette explication n'est confortée par aucune forme ancienne du type *Avenesna qui est inventée par Ernest Nègre. En revanche, les formes les plus anciennes du type toponymique Avesnes (homonymie) sont du type Avisna(s), forme qui a donné régulièrement Avesne(s). Il remonte au germanique afisna / avisna « pâturage », (cf. vieil anglais æfesn « pâturage »). En outre, des formations toponymiques avec l'article défini l ou les, plus tardives, confirment ce sens, par exemple : Les Avesnes (Seine-Maritime, Communes patures nommées les Avesnes dans le fief de Montérolier 1455).
En français, la préposition « lès » signifie « près de », ici Bapaume. D'usage vieilli, elle n'est guère plus rencontrée que dans les toponymes, plus particulièrement ceux de localités.

## Histoire

### Antiquité
Le site de Franqueville est découvert au XVIe siècle, sur les côtés de la route reliant Amiens (Samarobriva) à Bavay (Bagacum Nerviorum) par Cambrai (Camaracum), et subit une exploration continue jusqu'au XXe siècle. Un ensemble de bâtiments, de sépultures et de mobiliers (céramiques, outillage métallique, monnaies) ont été mis au jour, courant du Ier siècle apr. J.-C. (Auguste) au IVe siècle (Magnus Maximus). Cette agglomération antique s'étend jusqu'à la limite communale avec Ligny-Thilloy et est généralement localisée de manière impropre à Bapaume.

### Première Guerre mondiale
La commune est décorée de la croix de guerre 1914-1918 par décret du 23 septembre 1920, distinction également attribuée à 276 autres communes du Pas-de-Calais.

## Politique et administration

### Découpage territorial
La commune se trouve dans l'arrondissement d'Arras du département du Pas-de-Calais.

#### Commune et intercommunalités
La commune est membre de la communauté de communes du Sud-Artois.

#### Circonscriptions administratives
La commune est rattachée au canton de Bapaume.

#### Circonscriptions électorales
Pour l'élection des députés, la commune fait partie de la première circonscription du Pas-de-Calais.

### Élections municipales et communautaires

#### Liste des maires
| Période                                  | Période                       | Identité       | Étiquette | Qualité                                        |
| ---------------------------------------- | ----------------------------- | -------------- | --------- | ---------------------------------------------- |
| Les données manquantes sont à compléter. |                               |                |           |                                                |
| mars 2001                                | 2014                          | Henri Tabary   | UMP       |                                                |
| 2014                                     | En cours (au 31 janvier 2022) | Bernard Dobœuf |           | Ancien employé Réélu pour le mandat 2020-2026, |

## Équipements et services publics

### Justice, sécurité, secours et défense
La commune dépend du tribunal judiciaire d'Arras, du conseil de prud'hommes d'Arras, de la cour d'appel de Douai, du tribunal de commerce d'Arras, du tribunal administratif de Lille, de la cour administrative d'appel de Douai et du tribunal pour enfants d'Arras.

## Population et société

### Démographie
Les habitants de la commune sont appelés les Avesnois.

#### Évolution démographique
L'évolution du nombre d'habitants est connue à travers les recensements de la population effectués dans la commune depuis 1793. Pour les communes de moins de 10 000 habitants, une enquête de recensement portant sur toute la population est réalisée tous les cinq ans, les populations de référence des années intermédiaires étant quant à elles estimées par interpolation ou extrapolation. Pour la commune, le premier recensement exhaustif entrant dans le cadre du nouveau dispositif a été réalisé en 2008.

En 2022, la commune comptait 170 habitants, en évolution de +6,92 % par rapport à 2016 (Pas-de-Calais : −0,72 %, France hors Mayotte : +2,11 %).
| 1793 | 1800 | 1806 | 1821 | 1831 | 1836 | 1841 | 1846 | 1851 |
| ---- | ---- | ---- | ---- | ---- | ---- | ---- | ---- | ---- |
| 118  | 115  | 123  | 105  | 107  | 95   | 122  | 129  | 128  |

| 1856 | 1861 | 1866 | 1872 | 1876 | 1881 | 1886 | 1891 | 1896 |
| ---- | ---- | ---- | ---- | ---- | ---- | ---- | ---- | ---- |
| 133  | 132  | 125  | 154  | 142  | 113  | 120  | 103  | 105  |

| 1901 | 1906 | 1911 | 1921 | 1926 | 1931 | 1936 | 1946 | 1954 |
| ---- | ---- | ---- | ---- | ---- | ---- | ---- | ---- | ---- |
| 103  | 105  | 90   | 70   | 229  | 188  | 190  | 169  | 202  |

| 1962 | 1968 | 1975 | 1982 | 1990 | 1999 | 2006 | 2008 | 2013 |
| ---- | ---- | ---- | ---- | ---- | ---- | ---- | ---- | ---- |
| 192  | 170  | 179  | 193  | 163  | 164  | 145  | 139  | 152  |

| 2018 | 2022 | - | - | - | - | - | - | - |
| ---- | ---- | - | - | - | - | - | - | - |
| 165  | 170  | - | - | - | - | - | - | - |

#### Pyramide des âges
La population de la commune est relativement âgée.
En 2018, le taux de personnes d'un âge inférieur à 30 ans s'élève à 29,1 %, soit en dessous de la moyenne départementale (36,7 %). À l'inverse, le taux de personnes d'âge supérieur à 60 ans est de 35,7 % la même année, alors qu'il est de 24,9 % au niveau départemental.
En 2018, la commune comptait 82 hommes pour 83 femmes, soit un taux de 50,3 % de femmes, légèrement inférieur au taux départemental (51,5 %).
Les pyramides des âges de la commune et du département s'établissent comme suit.
| Hommes | Classe d’âge | Femmes |
| ------ | ------------ | ------ |
| 2,4    | 90 ou +      | 1,2    |
| 12,2   | 75-89 ans    | 8,4    |
| 20,7   | 60-74 ans    | 26,5   |
| 19,5   | 45-59 ans    | 16,9   |
| 18,3   | 30-44 ans    | 15,7   |
| 8,5    | 15-29 ans    | 13,3   |
| 18,3   | 0-14 ans     | 18,1   |

| Hommes | Classe d’âge | Femmes |
| ------ | ------------ | ------ |
| 0,5    | 90 ou +      | 1,6    |
| 5,6    | 75-89 ans    | 8,9    |
| 16,7   | 60-74 ans    | 18,1   |
| 20,2   | 45-59 ans    | 19,2   |
| 18,9   | 30-44 ans    | 18,1   |
| 18,2   | 15-29 ans    | 16,2   |
| 19,9   | 0-14 ans     | 17,9   |

## Économie

### Revenus de la population et fiscalité
En 2019, dans la commune, il y a 74 ménages fiscaux qui comprennent 177 personnes pour un revenu médian disponible par unité de consommation de 20 650 euros, soit inférieur au revenu médian de la France métropolitaine qui est de 21 930 euros,.

## Culture locale et patrimoine

### Lieux et monuments

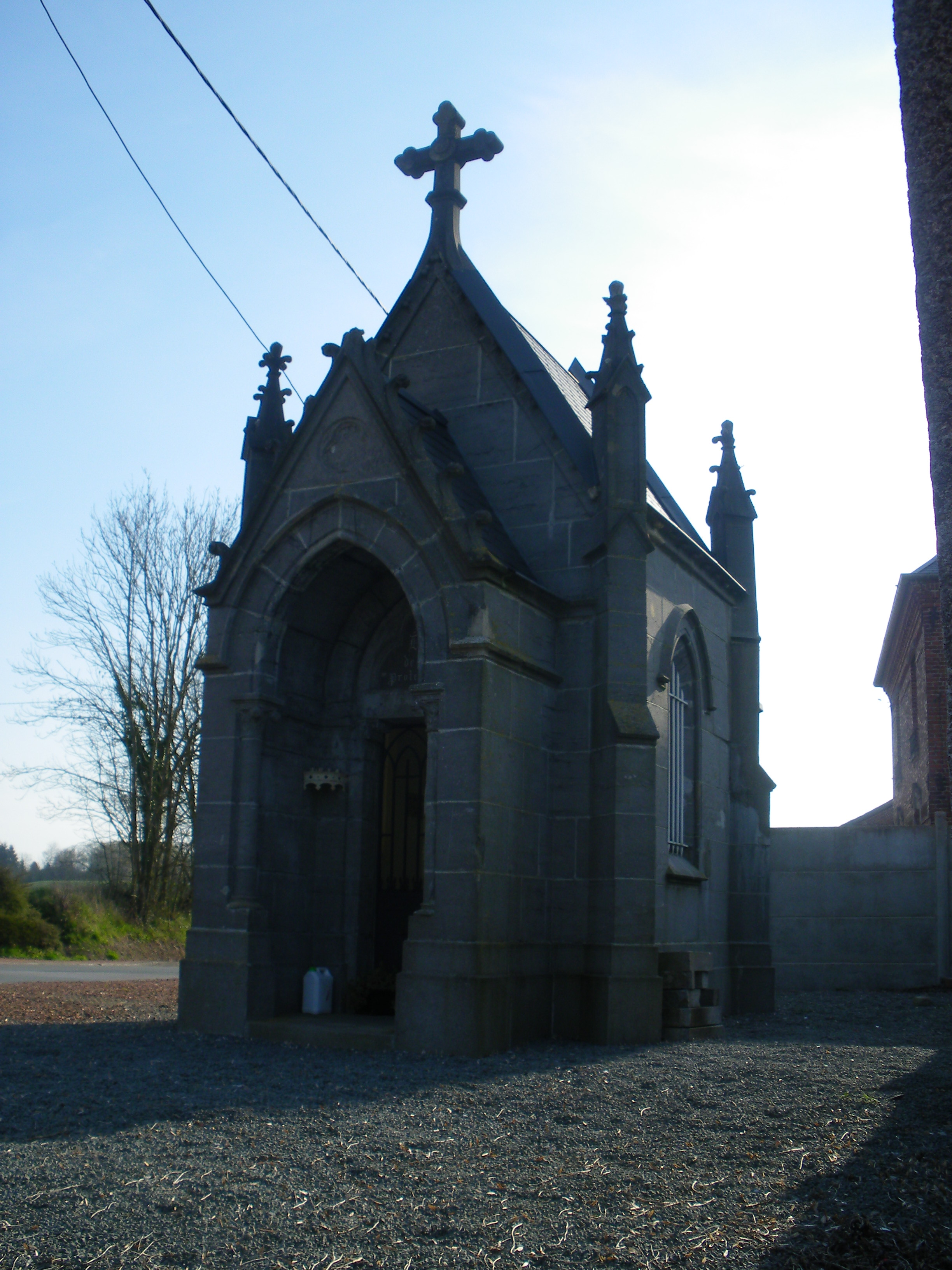
La chapelle Notre-Dame-de-Pitié.

- L'ancienne abbaye Notre-Dame d'Avesnes, de l'ordre de Saint-Benoît, fondée en 1128 par Clémence de Bourgogne, femme de Robert de Jérusalem, comte de Flandre[38].
- La chapelle Notre-Dame-de-Pitié.
- Le monument aux morts[39].

### Personnalités liées à la commune
- Jean-Paul Delevoye, homme politique, conseiller municipal de la commune dans les années 1970.

### Héraldique
| Armes d'Avesnes-lès-Bapaume | Les armes d'Avesnes-lès-Bapaume se blasonnent ainsi : D'azur à la vierge d'argent, coiffée en voile, assise sur un arc en ciel du même mouvant des contons de la pointe, tenant l'enfant Jésus d'or et lui présentant une pomme de gueules. |

## Pour approfondir